# Xã Nelson, Michigan
Xã Nelson (tiếng Anh: Nelson Township) là một xã thuộc quận Kent, tiểu bang Michigan, Hoa Kỳ. Năm 2010, dân số của xã này là 4.764 người.